# اسکودریا آلفاتاوری
اسکودریا آلفاتاوری (انگلیسی: Scuderia AlphaTauri) یا آلفاتاوری یک تیم مسابقه‌ای و سازنده‌ی ایتالیایی در مسابقات اتومبیل‌رانی فرمول یک بود. این تیم در کنار تیم ردبول ریسینگ، یکی از تیم‌های فرمول یک تحت مالکیت رد بول بود. آلفاتاوری در نتیجهٔ تغییر نشان تجاری تورو روسو به «آلفاتاوری» به‌منظور تبلیغ نشان تجاری مد و پوشاک آلفاتاوری، نخستین بار در مسابقات فرمول یک فصل ۲۰۲۰ وارد رقابت‌ها شد. به گفتهٔ فرنز توست و هلموت مارکو، آلفاتاوری دیگر تیم جونیور ردبول ریسینگ نیست، بلکه تیم خواهر آن است.

## خاستگاه
در سپتامبر ۲۰۱۹، تورو روسو اعلام کرد که درخواست تغییر حق نام‌گذاری خود برای فصل مسابقات ۲۰۲۰ را ثبت کرده‌است. در ۱ دسامبر ۲۰۱۹ اعلام شد که این تیم نام «آلفاتاوری» را به‌عنوان نام مستعار جدید خود برای تبلیغ نشان تجاری مد و پوشاک شرکت مادر خود، رد بول، با نام آلفاتاوری، با خریداری حق نام‌گذاری تورو روسو نامزد کرده‌است و با بازنشستگی نام مستعار اسکودریا تورو روسو پس از چهارده سال، این تیم به اسکودریا آلفاتاوری تغییر نام خواهد داد.

## تاریخچه شرکت در مسابقات

### ۲۰۲۰

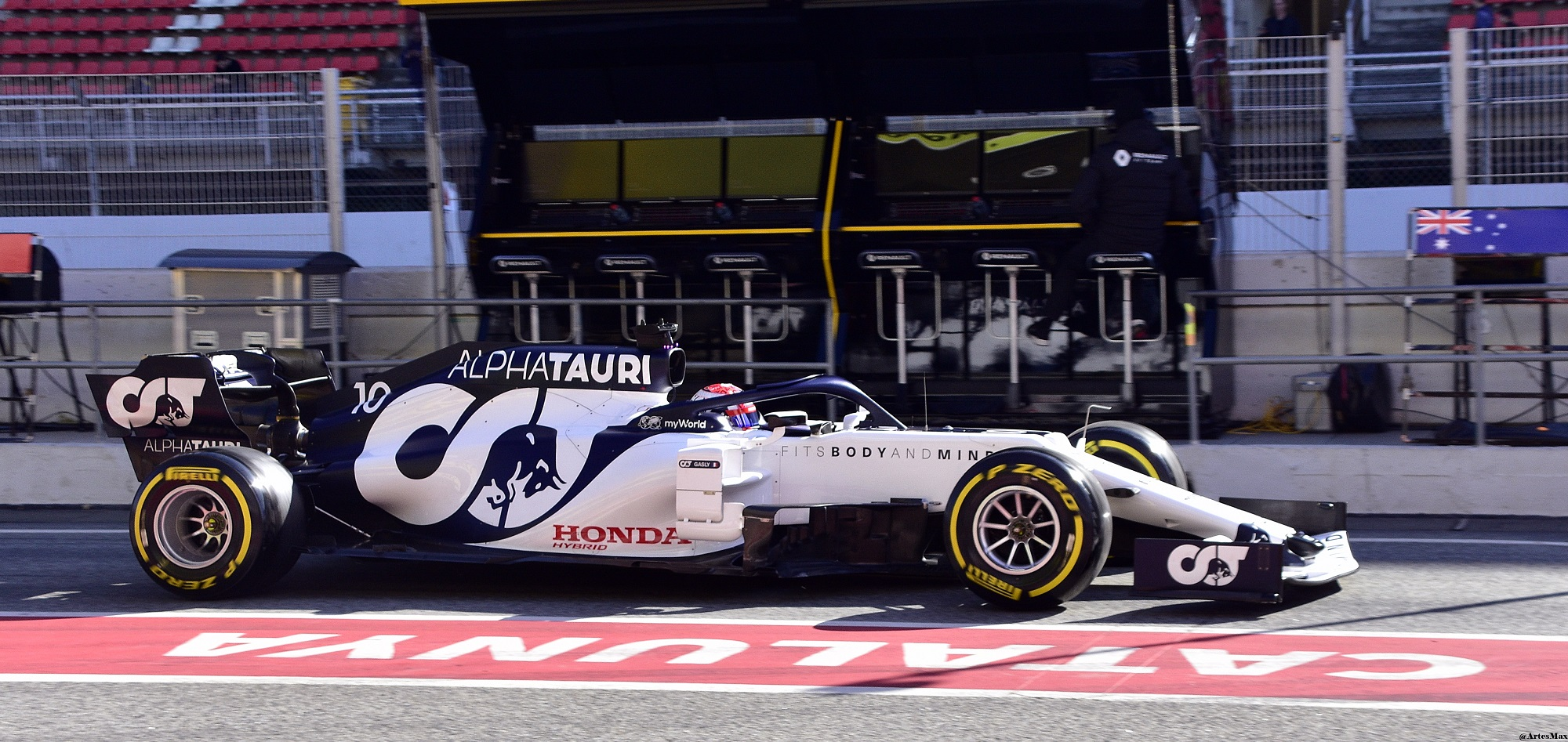
یک خودروی ای‌تی۰۱ با رانندگی پیر گاسلی در طول آزمون‌های پیش از آغاز فصل ۲۰۲۰.

آلفاتاوری در اولین فصل خود، دانیل کویات و پیر گاسلی را برای رانندگی تحت قرارداد دارد. این تیم از موتور هوندا بهره می‌برد و از فصل ۲۰۱۸ شریک موتور تیم است. سرجیو ست کامارا، سباستین بوئمی و یوری ویپس به عنوان رانندگان تست تیم قرارداد امضا کردند. این تیم به اولین سکو و پیروزی در مسابقه با نام آلفاتاوری در جایزه‌ بزرگ ایتالیا ۲۰۲۰ دست یافت، که اولین پیروزی پیر گسلی در حرفه‌اش و اولین پیروزی برای یک راننده فرمول یک فرانسوی از زمان قهرمانی اولیویه پانیس، ۲۴ سال قبل در جایزه بزرگ موناکو در سال ۱۹۹۶ بود. آلفاتاوری سال را با ۱۰۷ امتیاز، ۷۵ برای گسلی و ۳۲ برای کویات در رده هفتم به پایان رساند.

### ۲۰۲۱
برای فصل ۲۰۲۱، آلفاتوری گسلی را حفظ کرد و یوکی سونودا را به جای کویات به خدمت گرفت. گسلی با کسب مقام سوم در جایزه بزرگ آذربایجان، اولین سکوی این تیم در سال ۲۰۲۱ را کسب کرد. گسلی همچنین با کسب رتبه چهارم در جایزه بزرگ هلند و مکزیکو سیتی این امر را تثبیت کرد. بهترین رتبه سونودا مقام چهارم در جایزه بزرگ ابوظبی بود.

### ۲۰۲۲
گسلی و سونودا رانندگان فصل ۲۰۲۲ بودند. آلفاتاوری از موتورهای هوندا با برند ردبول استفاده کرد، زیرا ردبول برنامه موتور هوندا را تصاحب کرد و دلیل آن خروج هوندا از فرمول یک در پایان فصل ۲۰۲۱ بود.

## نتایج کامل در فرمول یک
(کلید)
| سال  | شاسی   | موتور                             | تایرها | رانندگان    | ۱     | ۲       | ۳        | ۴        | ۵        | ۶         | ۷      | ۸         | ۹       | ۱۰       | ۱۱       | ۱۲     | ۱۳       | ۱۴      | ۱۵    | ۱۶      | ۱۷      | ۱۸    | ۱۹      | ۲۰    | ۲۱      | ۲۲     | امتیاز | ق.س.  |
| ---- | ------ | --------------------------------- | ------ | ----------- | ----- | ------- | -------- | -------- | -------- | --------- | ------ | --------- | ------- | -------- | -------- | ------ | -------- | ------- | ----- | ------- | ------- | ----- | ------- | ----- | ------- | ------ | ------ | ----- |
| ۲۰۲۰ | ای‌تی۰۱ | هوندا آرای۶۲۰اچ ۱۰ ۱٫۶ وی۶ توربو  | P      |             | اتریش | اشتریا  | مجارستان | بریتانیا | هفتادمین | اسپانیا   | بلژیک  | ایتالیا   | توسکانی | روسیه    | ایفل     | پرتغال | ایمولا   | ترکیه   | بحرین | صخیر    | ابوظبی  |       |         |       |         |        | ۱۰۷    | هفتم  |
| ۲۰۲۰ | ای‌تی۰۱ | هوندا آرای۶۲۰اچ ۱۰ ۱٫۶ وی۶ توربو  | P      | پیر گاسلی   | ۷     | ۱۵      | ب.       | ۷        | ۱۱       | ۹         | ۸      | ۱         | ب.      | ۹        | ۶        | ۵      | ب.       | ۱۳      | ۶     | ۱۱      | ۸       |       |         |       |         |        | ۱۰۷    | هفتم  |
| ۲۰۲۰ | ای‌تی۰۱ | هوندا آرای۶۲۰اچ ۱۰ ۱٫۶ وی۶ توربو  | P      | دانیل کویات | 12    | ۱۰      | ۱۲       | ب.       | ۱۰       | ۱۲        | ۱۱     | ۹         | ۷       | ۸        | ۱۵       | ۱۹     | ۴        | ۱۲      | ۱۱    | ۷       | ۱۱      |       |         |       |         |        | ۱۰۷    | هفتم  |
| ۲۰۲۱ | ای‌تی۰۲ | هوندا آرای۶۲۱اچ ۱٫۶ وی۶ توربو     | P      |             | بحرین | ایمولا  | پرتغال   | اسپانیا  | موناکو   | آذربایجان | فرانسه | اشتیریا   | اتریش   | بریتانیا | مجارستان | بلژیک  | هلند     | ایتالیا | روسیه | ترکیه   | آمریکا  | مکزیک | سائو پ. | قطر   | عربستان | ابوظبی | ۱۴۲    | ششم   |
| ۲۰۲۱ | ای‌تی۰۲ | هوندا آرای۶۲۱اچ ۱٫۶ وی۶ توربو     | P      | پیر گاسلی   | ۱۷†   | ۷       | ۱۰       | ۱۰       | ۶        | ۳         | ۷      | ب.        | ۹       | ۱۱       | ۵        | ۶      | ۴        | ب.      | ۱۳    | ۶       | ب.      | ۴     | ۷       | ۱۱    | ۶       | ۵      | ۱۴۲    | ششم   |
| ۲۰۲۱ | ای‌تی۰۲ | هوندا آرای۶۲۱اچ ۱٫۶ وی۶ توربو     | P      | یوکی سونودا | ۹     | ۱۲      | ۱۵       | ب.       | ۱۶       | ۷         | ۱۳     | ۱۰        | ۱۲      | ۱۰       | ۶        | ۱۵     | ب.       | ع.ش.    | ۱۷    | ۱۴      | ۹       | ب.    | ۱۵      | ۱۳    | ۱۴      | ۴      | ۱۴۲    | ششم   |
| ۲۰۲۲ | ای‌تی۰۳ | ردبول آربی‌پی‌تی‌اچ۰۰۱ ۱٫۶ وی۶ توربو | P      |             | بحرین | عربستان | استرالیا | امیلیا   | میامی    | اسپانیا   | موناکو | آذربایجان | کانادا  | بریتانیا | اتریش    | فرانسه | مجارستان | بلژیک   | هلند  | ایتالیا | سنگاپور | ژاپن  | آمریکا  | مکزیک | سائو پ. | ابوظبی | ۲۷*    | هفتم* |
| ۲۰۲۲ | ای‌تی۰۳ | ردبول آربی‌پی‌تی‌اچ۰۰۱ ۱٫۶ وی۶ توربو | P      | پیر گاسلی   | ب.    | ۸       | ۹        | ۱۲       | ب.       | ۱۴        | ۱۱     | ۵         | ۱۴      | ب.       | ۱۵       | ۱۲     | ۱۲       | ۹       |       |         |         |       |         |       |         |        | ۲۷*    | هفتم* |
| ۲۰۲۲ | ای‌تی۰۳ | ردبول آربی‌پی‌تی‌اچ۰۰۱ ۱٫۶ وی۶ توربو | P      | یوکی سونودا | ۸     | ع.ش.    | ۱۵       | ۷        | ۱۲       | ۱۰        | ۱۷     | ۱۳        | ب.      | ۱۴       | ۱۶       | ب.     | ۱۹       | ۱۳      |       |         |         |       |         |       |         |        | ۲۷*    | هفتم* |

یادداشت‌ها
- * – فصل هنوز در جریان است.
- † – راننده گراند پری را به پایان نرسانده، اما از آنجا که بیش از ۹۰٪ از مسافت مسابقه را طی کرده‌است، در رده‌بندی قرار گرفته‌است.